# مايو إيكو
كانت مايو إيكو (بالإنجليزية: Mayo Echo)‏ صحيفة تابلويد مثيرة للجدل حرة وأسبوعية منتشرة في مقاطعة مايو، جمهورية أيرلندا خلال عقد 2000. نُشرت الصحيفة لأول مرة في عام 2004 وأُغلقت في أبريل 2009.

## التوزيع
زعمت الصحيفة أن لديها واحدة من أكبر توزيعات الصحف «الخمس»، «وصلت في النهاية إلى أكثر من 24000 نسخة كل أسبوع». (من الصفحة 2 من الإصدار الأخير على الإنترنت - الطبعة 221، 15 أبريل 2009). تم تسليم الصحيفة من الباب إلى الباب في مدن بالينا وكاسلبار وووستبورت وكلاريمورس كما تم نشرها على الإنترنت كل أسبوع عن طريق نسق المستندات المنقولة.

## الأسلوب
شكلت الصحيفة سمعة في التعامل مع الموضوعات المثيرة للجدل باستخدام لغة فظة، ونشر مقالات تنتقد ما تعتبره أمثلة على الفساد أو الممارسات الخاطئة في الحكومة المحلية وغيرها من المنظمات المحلية - في الواقع، كان العدد الأخير على الإنترنت اعتذارا على الغلاف الأمامي فيما يتعلق إلى قصة سابقة (بتاريخ 30 أبريل 2008) تزعم أن مستشارًا محليًا تصرف بشكل غير صحيح عند التعامل مع مسائل التخطيط المتعلقة بمباني الأعمال.
كما كان متوقعًا، فإن العلاقة بين مايو إيكو ومجلس مقاطعة مايو لم تكن ودية، وفي الإصدار الأخير على الإنترنت، صرح المحرر توني غيراهتي بأنه كانت هناك مقاطعة لمدة ثلاث سنوات للصحيفة من قبل المجلس. من المعلوم أن مايو إيكو لم يكن متاحًا في مكتبة مقاطعة مايو وأن المجلس قام بمقاطعة الإعلانات.
تم وصف مقال تمت كتابته في مايو إيكو ادعى أن مئات من الناس سينقلون من المناطق السكنية المضطربة في ليمريك إلى مايو بأنه «عار من الصحة».

## مقال لو لانا، مايو 2008
في مايو 2008، نشرت صحيفة مايو إيكو مقالًا حول نشاط مزعوم للمثليين في بقعة تجميل محلية في بلدة كاسلبار. أثارت المقالة نقاشًا ساخنًا في الصحافة المحلية والوطنية، وعلى الإذاعة الوطنية والمنتديات عبر الإنترنت - خاصة حول ارتباط كلمة «الانحراف» لوصف المثلية الجنسية، وحقيقة أن الصور قد طبعت من شخص واحد يزعم تورطه، مع وجود لوحة أرقام سيارته بشكل واضح.
اعترض توني غيراهتي، محرر مجلة مايو إيكو، على بعض التعليقات حول المقال الأصلي المنشور على لوحة النشرات الإقليمية على موقع . اتصل بالموقع الإلكتروني وطلب إزالة التعليقات ونشر اعتذار. تم نشر اعتذارا وأزيلت التعليقات، ولكن ظهرت تعليقات جديدة، بما في ذلك واحد يزعم بالتهديد بحرق مكاتب مايو إيكو إلى الأرض. ثم أصدر غيراهتي تهديدًا باتخاذ إجراء قانوني ضد الموقع، ونتيجة لذلك، تمت إزالة الموقع بأكمله بواسطة مديري الموقع واستبداله بتعليق على الأحداث. ثم طلب غيراهتي قائمة بأسماء جميع مشرفي الموقع والمساهمين، لكن مديري الموقع رفضوا هذا الطلب. في تتابع سريع، تم إنشاء موقع ويب للحملة ([savecastlebarie.org] - لم يعد متصلاً بالإنترنت)، وتم تشكيل مجموعات على موقع فيسبوك وموقع ماي سبيس. في النهاية، تخلى غيراهتي عن تهديده بالإجراءات القانونية، وعاد الموقع الإلكتروني الكامل على العنوان  بعد فترة وجيزة.